# Chhun Sothearath
Chhun Sothearath (Phnom Penh, 2 febbraio 1990) è un calciatore cambogiano, di ruolo centrocampista.

## Carriera

### Club
Ha cominciato la carriera nel 2007 con il Build Bright United.

### Nazionale
Con la Nazionale cambogiana ha preso parte a 2 partite di qualificazione ai Mondiali 2014.